# Betheln
Betheln este o comună din landul Saxonia Inferioară, Germania.